# Homolampas
Homolampas is een geslacht van zee-egels uit de familie Maretiidae. De wetenschappelijke naam van dit geslacht werd in 1869 als Lissonotus voorgesteld door Alexander Agassiz. Die naam was echter in 1817 door Carl Johan Schönherr al vergeven aan een geslacht van kevers. In 1874 stelde Agassiz daarom het nomen novum Homolampas voor.

## Soorten
- Homolampas fragilis (A. Agassiz, 1869)
- Homolampas lovenioides Mortensen, 1948